# Theobroma cirmolinae
Theobroma cirmolinae är en malvaväxtart som beskrevs av José Cuatrecasas. Theobroma cirmolinae ingår i släktet Theobroma och familjen malvaväxter. Inga underarter finns listade i Catalogue of Life.